# Arthur Sweeney
Arthur Wellington Sweeney (ur. 20 maja 1909 w Dublinie, zm. 27 grudnia 1940 w Takoradi) – brytyjski lekkoatleta, sprinter, trzykrotny mistrz Igrzysk Imperium Brytyjskiego z 1934 i medalista mistrzostw Europy z 1938.
Startując w reprezentacji Anglii zdobył trzy złote medale na Igrzyskach Imperium Brytyjskiego w 1934 w Londynie: w biegach na 100 jardów i na 220 jardów oraz w sztafecie 4 × 110 jardów (która biegła w składzie: Sweeney, Everard Davis, George Saunders i Walter Rangeley).
Na igrzyskach olimpijskich w 1936 w Berlinie Sweeney odpadł w półfinale biegu na 100 metrów i w eliminacjach biegu na 200 metrów.
Zdobył brązowy medal w sztafecie 4 × 100 metrów na mistrzostwach Europy w 1938 w Paryżu (sztafeta brytyjska biegła w składzie: Maurice Scarr, Godfrey Brown, Sweeney i Ernest Page), a w biegu na 100 metrów zajął 5. miejsce.
Był mistrzem Wielkiej Brytanii (AAA) w biegu na 100 jardów w 1935 i 1939 oraz wicemistrzem na tym dystansie w 1934, 1936 i 1937, a także mistrzem w biegu na 220 jardów w 1936 i 1937 oraz wicemistrzem w 1934, 1935 i 1939.
Ustanowił rekord Wielkiej Brytanii w biegu na 100 metrów czasem 10,4 s (2 lipca 1937 w Wuppertalu), a także wyrównał rekordy w biegu na 200 metrów wynikiem 21,2 s (14 września 1935 w Johannesburgu) i w sztafecie 4 × 100 metrów czasem 41,2 s (5 września 1938 w Colombes).
Był oficerem Royal Air Force. Zginął w stopniu Wing Commander (odpowiedniku podpułkownika) w wypadku lotniczym w grudniu 1940 w Takoradi w ówczesnej brytyjskiej kolonii Złotym Wybrzeżu. Pochowany w Takoradi.